# Thomas Bartholin le Jeune
Pour les articles homonymes, voir Bartholin.

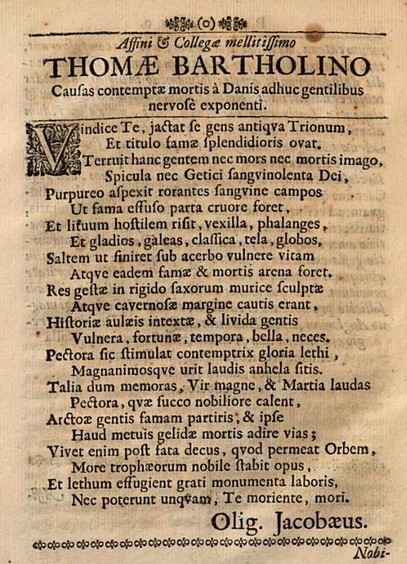

Thomas Bartholin dit « le Jeune » (27 mars 1659 à Roskilde-15 septembre 1690) est un historien et archiviste danois.